# Rambaldo di Vaqueiras
Rambaldo di Vaqueiras, o Raimbaut de Vaqueiras o Raimbaud de Vacqueyras (Vacqueyras, 1165 – Monti Rodopi, 4 settembre 1207), è stato un trovatore e militare francese.

## Biografia

### Debutto alla corte del principe d'Orange
In una delle sue vidas leggiamo che...
Giovanissimo, Raimbaut divenne joglar (menestrello) e, dopo il 1182, viene ammesso al servizio di Guglielmo del Baus (Guilhem del Bauç), principe d'Orange. È qui che apprende l'arte del trobar e del mestiere delle armi. La vida ci informa inoltre delle sue doti:
Ma è con Bertrando di Baux, padre di Guglielmo, che Raimbaut de Vaqueiras fece i suoi primi saggi compositivi. Un celebre torneo tenutosi in questa corte nel 1177, gli dà una brillante occasione di mettere in mostra il suo talento. Raimbaut ne celebra in una canzone le gesta dove appare evidente che lo scopo è quello di risollevare la gloria dei sovrani di Baux. Il primo personaggio che figura nella storia narrata dal poeta è il suo capostipite che egli chiama semplicemente signore di Baux, sia che avesse voluto designare con questo titolo Ugo, fratello del conte d'Orange (se ancora vivo), sia che parlasse di Raimond figlio di Ugo. Questo nobile signore atterra due cavalieri e mette fuori combattimento venti cavalli, cercando un suo pari tra i campioni senza trovarne alcuno. Poi entra in lizza il cavaliere che Raimbaut chiama mon avengutz (mio giovane eroe) che colpisce e disarciona tre combattenti. Questo giovane signore deve essere stato Guglielmo d'Orange, figlio di Bertrand, il quale diventa principe d'Orange nel 1181.
Qualche anno dopo, avvenimenti più gravi infiammano l'animo del poeta. In base alla sua "storia dei re aragonesi", Zurita crede che Bertrand sia stato assassinato il giorno di Pasqua dell'anno 1181, ex insidiis scelerati a suis interimitur, su ordine di Raimondo V di Tolosa, dato che Bertrand allora gli faceva guerra, in quanto alleato di Raimondo Berengario III di Provenza. Ma, Raimbaut non ne parla. Certamente esistono al riguardo di questo evento due fatti certi: l'uno è che il conte di Provenza, nel tentativo di portare guerra verso Montpellier, cade in una imboscata, il giorno di Pasqua dell'anno 1181, e viene ucciso insieme a molti altri che erano al suo seguito; l'altro, è che il principe Bertrand muore nello stesso periodo.
Raimbaut de Vaqueiras annota che a causa delle ostilità, ricollegabili alla morte del conte Raimondo Berengario III di Provenza, le proprietà della casata dei Baux, situate nei dintorni di Montpellier, e costituenti la signoria d'Aumelas, vengono saccheggiate, trenta castelli o altre proprietà invase, che i principi del Baus per eredità possedevano da tempo. Questi avvenimenti sono il soggetto di due sirventes.

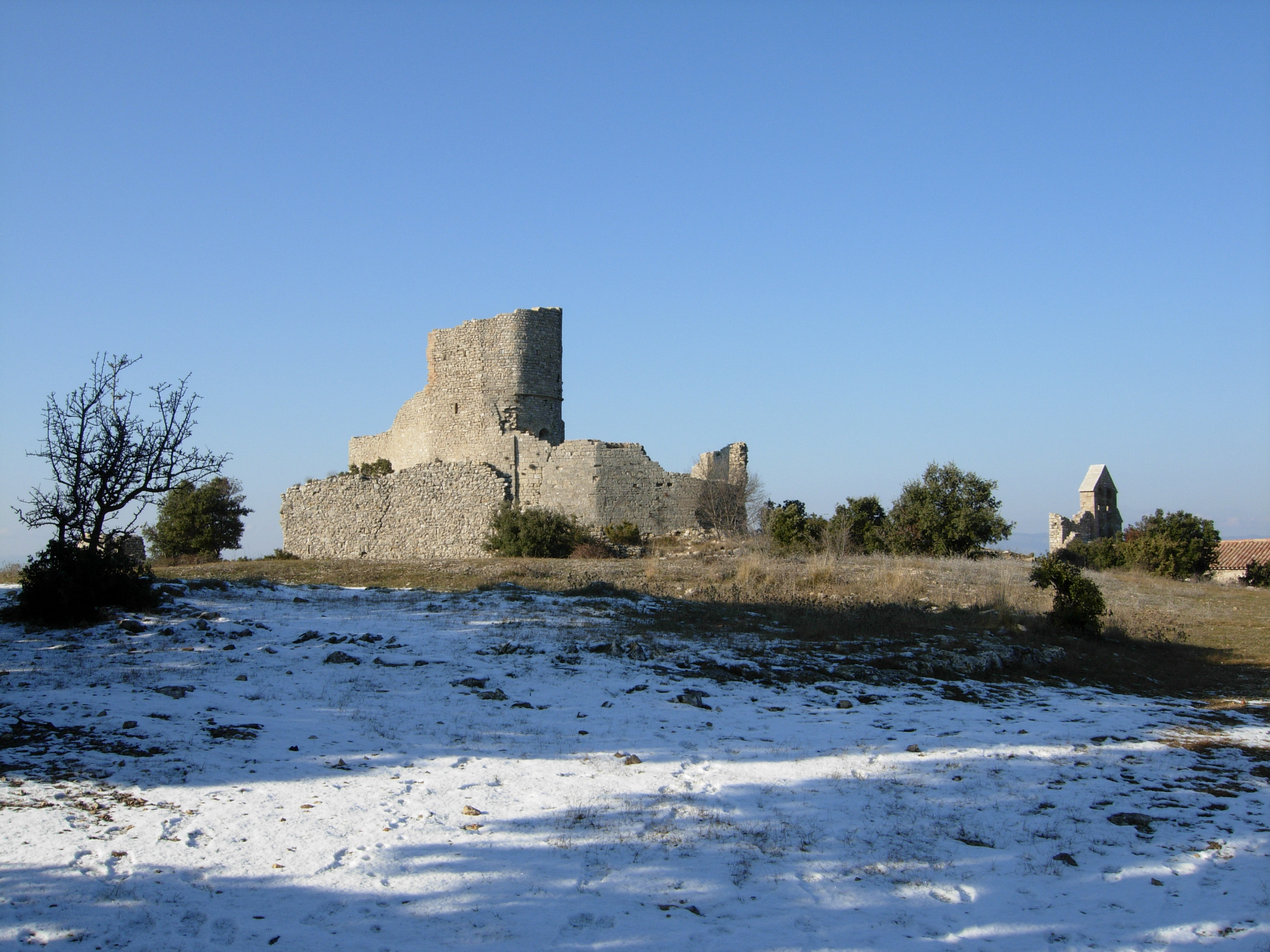
Il castello di Aumelas

Nel primo, che sembra composto nel 1181, o 1182, Raimbaut rimprovera ai parenti e agli alleati dei signori di Baux, di averla lasciata spogliare senza venire in suo soccorso. Vi è vergogna – lui dice – danno e vigliaccheria, a lasciare così rovinare i suoi congiunti. Accusa poi Adhémar de Monteil, Guilhem VIII de Montpellier, Bernard d'Anduze, il signore di Nanteuil, d'avere rotto l'impegno che avevano preso con la casata di Baux, e di cercare entrare nel partito del conte di Tolosa. Loro non sapevano più a quanto pare – aggiunge – né portare l'elmo, né montare a cavallo, né maneggiare la spada.
Il secondo sirventes è indirizzato al re d'Aragona. Raimbaut gli rimprovera di fare la pace con il conte di Tolosa, invece di unirsi, come aveva promesso, a Riccardo Cuor di Leone, e di venire insieme a lui in soccorso dei suoi alleati. Mi meraviglio - dice il poeta, che questo re pensa a fare pace o tregua. Se vuole acquisire la gloria, non deve affatto abbandonare il principe di Baux che non gli ha restituito le sue terre, per il conte, il suo più cattivo vicino. Raimbaut non ha dunque nessun interesse a dissimulare un attentato. Bertrand non è certamente assassinato, ma perisce nell'imboscata, insieme al conte Raimondo Berengario e i due sirventes di Raimbaut de Vaqueiras contro i nemici e gli amici ostili della casata dei Baux, testimoniano la sua riconoscenza verso i suoi benefattori.

### Il suo arrivo nel Monferrato

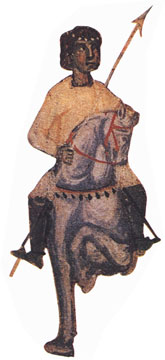
Rambaldo di Vaqueiras - da un manoscritto del XIII secolo (Bibliothèque Nationale, MS. fr. 12473)

Dopo il 1190, lascia la sua Provenza per andare nell'Italia del Nord, passando prima per Genova e poi per Tortona, dove pervenne alla corte dei Malaspina.
Successivamente Raimbaut arriva nel Monferrato presso il marchese Bonifacio nel 1192. Ospite privilegiato, resterà molto tempo alla sua corte dove diventa uno dei più stimati trovatori. La sua Vida afferma che «primeggiava per l'ingegno, le armi e la poesia».
Il suo destino segue, da allora, quello di Bonifacio del Monferrato: combatte contro la città di Asti, nella campagna di Sicilia nel 1194, soggiorna alla corte di Guglielmo di Forcalquier, nel 1196, poi ritorna nel Monferrato.
Qui, s'innamora di Beatrice, sorella del marchese e sposa di Enrico del Carretto. Comporrà per lei e comincerà a cantare in diverse lingue.

### Beatrice, la dama di Raimbaut
La Dama del Monferrato, che il trovatore chiama Bel Cavaller nelle sue poesie, è in modo particolare messa in epigrafe in tutte razós, le quali spiegano il perché Raimbaut gli diede questo soprannome:
Poi un giorno, il trovatore mentre stava spiando dalla sua finestra, vide entrare il marchese nella camera di sua sorella. Costei, nell'attesa del suo spasimante, si era allungata sul letto in «abbigliamento intimo» con gli occhi chiusi.
Suo fratello allora posa la sua spada al fianco di lei. Beatrice l'afferra «alla maniera di un cavaliere», estraendola dal fodero, e la maneggia con destrezza facendola roteare. Per questo, il suo amante gli darà tale soprannome.

### Poeta e crociato

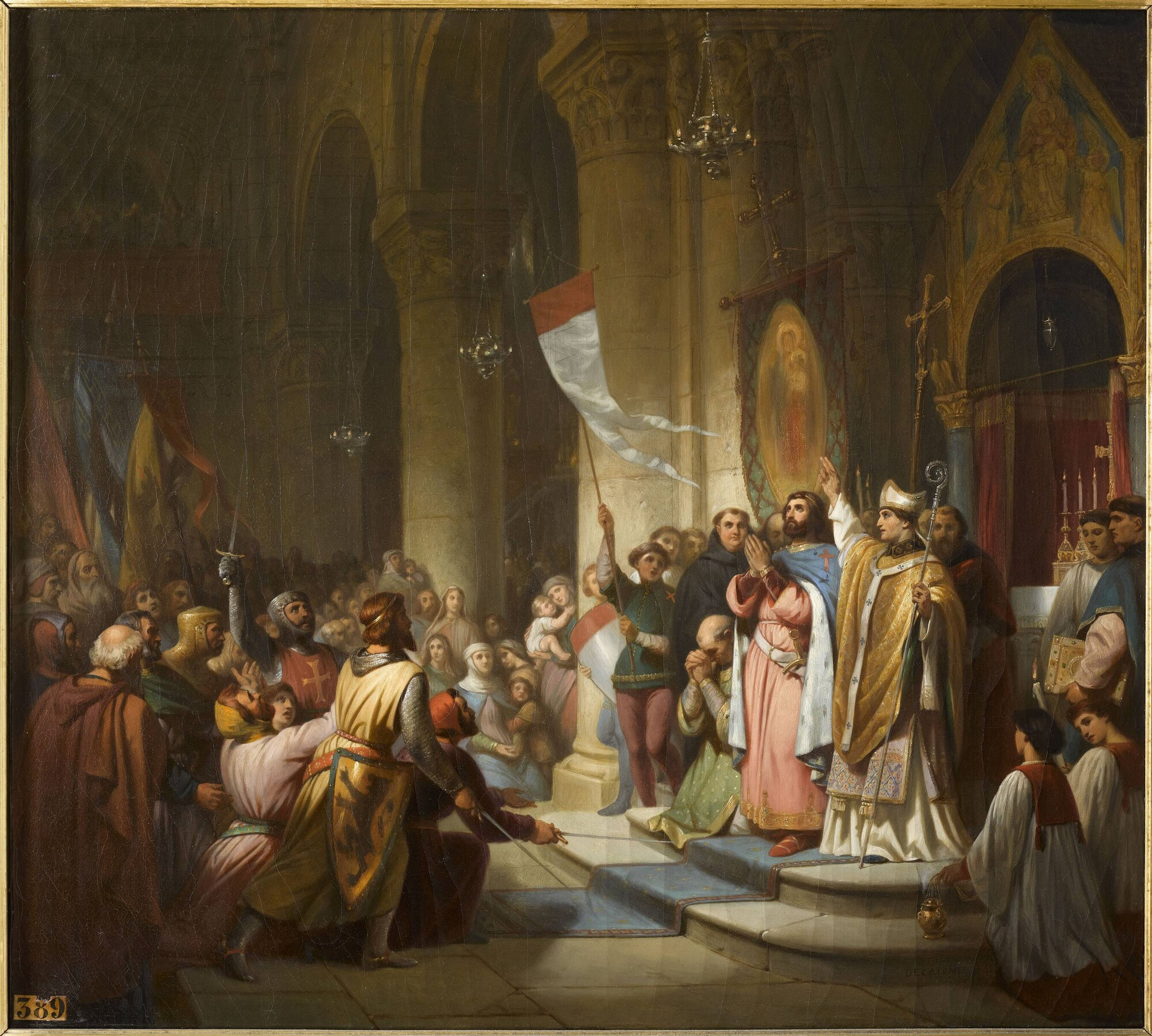
Bonifacio del Monferrato, a capo della quarta crociata

Diventato o ridiventato soldato, parte per la Romania, per la quarta crociata, insieme al marchese Bonifacio del Monferrato che ne è al comando. La sua "Lettera epica" resta la fonte principale per i fatti d'armi di Bonifacio e il primo anno di crociata nell'Impero latino di Costantinopoli. Vi si racconta che il prode marchese gli diede (1205) «un'importante terra e una buona rendita nel regno di Salonicco» (il Regno di Tessalonica). Questa epopea termina nel 1207 durante la battaglia sui monti Rodopi, nei pressi di Tessalonica, dove i due amici trovano la morte per mano di ribelli bulgari.

## La sua opera poetica
Di lui ci rimangono 26 componimenti in lingua provenzale, nei quali, oltre a rielaborare il repertorio canonico del genere, introduce elementi di sua creazione. Per esempio, la lirica Eras quan vey verdeyar consta di cinque strofe, ciascuna in una diversa lingua romanza: occitano, genovese, lingua d'oïl, guascone, galego); Domna, tant vos ai preiada, in forma dialogica, è una lite tra due innamorati in occitano e in genovese. Il componimento probabilmente più conosciuto del trovatore è Kalenda Maya, che è anche il primo esempio noto di estampida vocale.
Gli studi di Linskill e di Jean B. Barbaro hanno ridimensionato il numero delle poesie attribuite a Raimbaut mantenendone quattro o cinque composte in Provenza e diciassette o diciotto nell'Italia settentrionale o in Oriente.
L'opera di Raimbaut si divide in tre grandi periodi :
1. Prima del Monferrato e Beatrice :
Corrispondente essenzialmente al periodo provenzale di Raimbaut. La sua attività poetica si incentra intorno al tema : Dame, répondez à mes avances ou je pars ailleurs.
2. Ciclo del Monferrato :
Beatrice vi è onnipresente e tutte le poesie di Raimbaut ne fanno menzione. Il loro tema centrale è : J'ai trouvé ma Dame, je suis son vassal et lui reste fidèle.
3. Ciclo delle crociate :
Qui, Raimbaut prende coscienza di essere diventato uno dei condottieri più importanti. Due sono i temi che si intersecano: Je conseille et je tance e J'exhale ma douleur d'être exilé loin de ma Dame.

### L'ispiratore di Petrarca

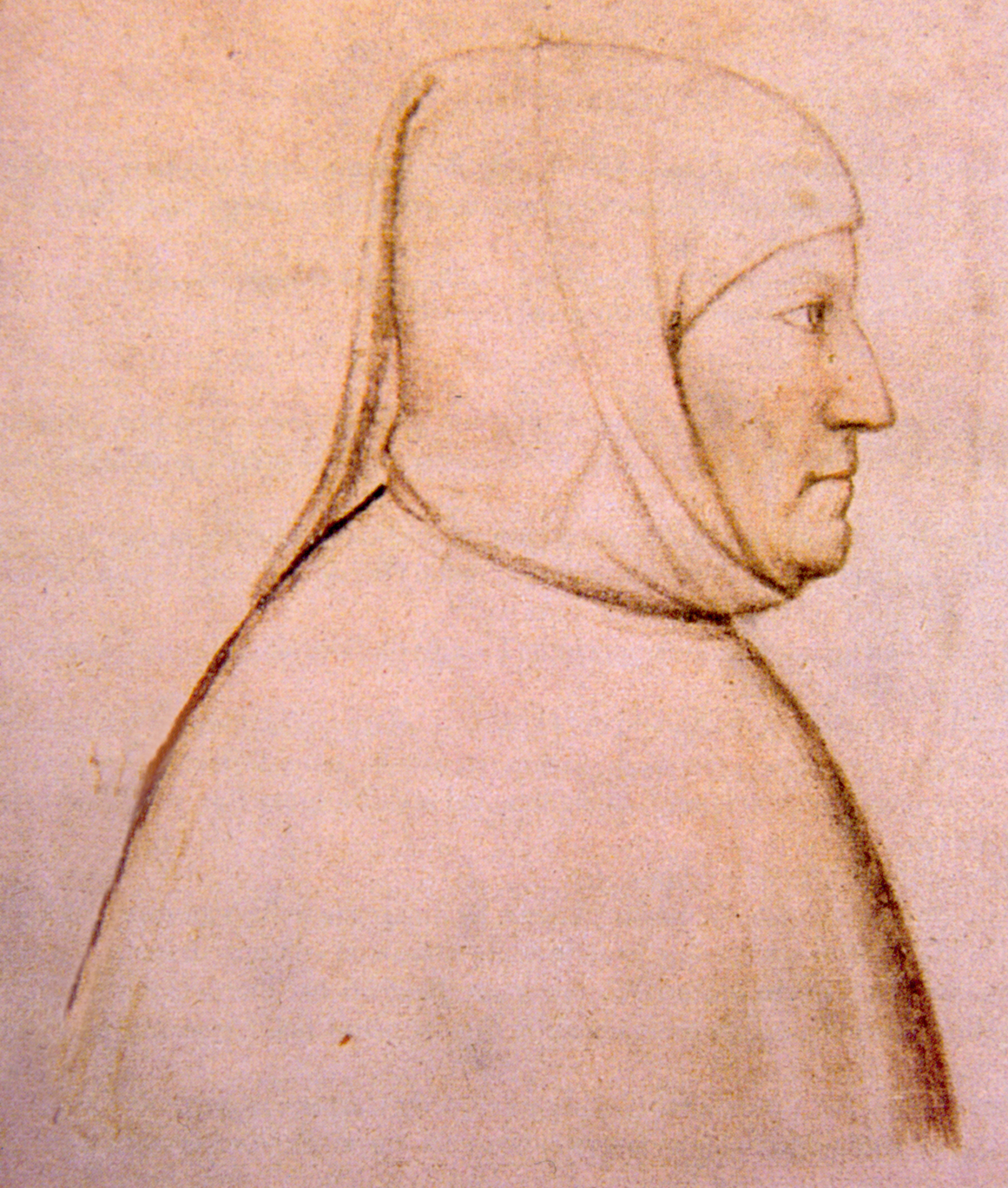
Francesco Petrarca

L'opera del trovatore provenzale, parimenti alla Divina Commedia di Dante, all'Amorosa Visione di Boccaccio, alla Bibbia o agli autori latini (Virgilio, Ovidio o Properzio), ha influenzato Petrarca nella stesura dei suoi Trionfi.
Il suo Carros era conosciuto dal poeta valchiusino e certamente ne ispirò la composizione. Ma Corrado Belluomo Anello fa rilevare che:

### IlCarrosoL'Amoroso Carroccio
Composto nel 1201 alla Corte del Monferrato, è il componimento poetico più originale e più conosciuto di Raimbaut. Charles Rostaing lo descrive come un poema epico-lirico dove l'autore narra un'immaginaria guerra fra donne. Le gelose, venute da Piemonte, Lombardia, Romagna, Toscana, Liguria e Savoia, salgono sopra un carro, il Carroccio, corazzate di pelli di porco, per affrontare armi in mano Beatrice, che si vuole sia la più bella.
Naturalmente, la dama di Raimbaut riesce vittoriosa e tutte le riconoscono la sua meravigliosa bellezza. Pieno di brio e fantasia, questa composizione ricorda nella brillantezza il Drogman senher di Peire Vidal.

#### Uno schema metrico nuovo
Il Carros si presenta nella struttura come una canso con nove coblas e due tornadas. Queste coblas singulars sono costituite da quindici versi di lunghezza diseguale seguiti da tornadas che riprendono le rime dei tre ultimi versi dell'ultima cobla.
Charles Rostaing fa notare che questo schema, creato da Raimbaut, sarà ripreso da un unico trovatore, Albertet de Sisteron, vissuto in Italia dal 1210 al 1221.

#### Brano delCarros
è la sovrana
della comunità;
Disonore
è per tutte e rovina.
Le trompe suonano e il podestà grida :
« Chiediamo loro beltà e cortesia
Pretz e joven », e tutte gridano « Così sia! ».»

## Rambaldo sulle scene
Ispirandosi alle gesta di questo personaggio il commediografo Nino Berrini scrisse la commedia Rambaldo di Vaqueiras, rappresentata per la prima volta nel 1928 al Teatro Manzoni (Milano) Manzoni di Milano. La commedia è stata riproposta dall'Accademia Aleramica di Alba, in forma ridotta, il 12 agosto 2007 al Castello dei conti Cipollini.